# Wyndham Hotels & Resorts
Wyndham Hotels & Resorts, Inc. er en amerikansk multinational hotelkoncern med hovedkvarter i Parsippany, New Jersey. De driver franchise med 9.280 hoteller. De har 20 hotel brands, hvilket inkluderer Baymont, Days Inn, Howard Johnson, La Quinta, Ramada, Super 8, Travelodge og Wyndham.
Virksomheden blev etableret 1. juni 2018 ved et spin off fra Wyndham Worldwide, som nu kendes som Travel + Leisure.